# Llista de personatges d'Inuyasha

## Personatges principals

### Inuyasha
Inuyasha (犬夜叉)  és el protagonista de la sèrie anime feta per en rumiko takahashi el seu nom ""inuyasha" ve del japones inu "gos" i yasha "dimonis que volen a la nit(del trànscrit yaksha)".

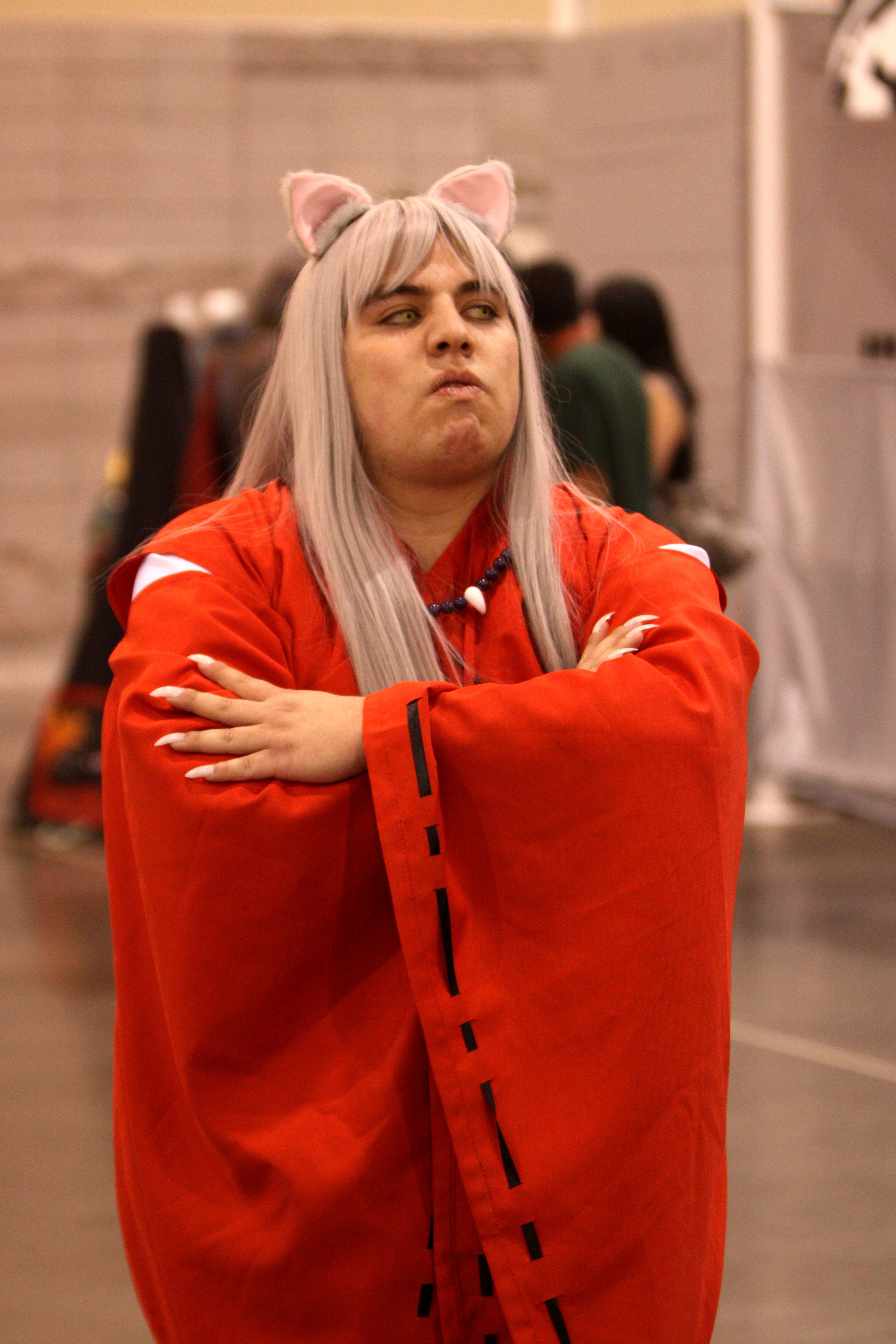
Inuyasha jutjant algú

És un semidimoni que viu a l'època Sengoku, al Japó feudal. El seu pare era un dimoni molt poderós, però la seva mare era humana, de manera que ell no és un dimoni total i a les nits de lluna nova perd els poders i esdevé totalment humà.
En el món del passat, es va enamorar de la Kikyo, una sacerdotessa molt poderosa que guardava l'esfera dels Quatre Esperits, i que el corresponia, però un semidimoni molt dolent anomenat Naraku, va provocar que es barallessin fent-se passar per la Kikyo va atacar l'Inuyasha, i fent-se passar per l'Inuyasha va atacar la Kikyo, així va fer que l'Inuyasha robés l'esfera del poble, però la Kikyo que estava ferida, va immobilitzar a l'Inuyasha amb una fletxa.
Cinquanta anys més tard, la Kagome, la reencarnació de la Kikyo, va venir a través d'un pou màgic des del món modern i el va alliberar perquè l'ajudés a matar un dimoni que la perseguia. Per culpa d'un collaret màgic, la Kagome pot tombar l'Inuyasha cada cop que crida "seu, gosset!". Després de la destrucció de l'esfera, ell i la Kagome han de començar a recol·lectar els fragments que s'han escampat.
En un enfrontament amb el seu germà Sesshomaru, l'Inuyasha aconsegueix la Tessaiga, l'espasa d'ullal de ferro, que era del seu pare i que a partir de llavors portarà sempre al damunt.
Els viatges per recuperar els fragments de l'esfera es veuran marcats pels combats contra en Naraku i els seus sequaços, la reaparició de la Kikyo, ressuscitada per una bruixa i l'aparició de nous aliats, Miroku el monjo, Shippo el dimoni-guineu i Sango l'exterminadora de dimonis.
Durant la sèrie, el seu caràcter anirà canviant. Gràcies a la Kagome, l'Inuyasha anirà tornant-se més amable i es preocuparà més pels seus amics. L'InuYasha també s'enamorarà de la Kagome, però és incapaç d'oblidar la Kikyo i, per tant, està enamorat de les dos. A vegades es troba amb secret amb la Kikyo, i això pot fer pensar que potser se l'estimi més a ella, però al llarg de la sèrie viu moments romàntics amb la Kagome i això fa que l'estimi més.

### Kagome Higurashi
Kagome Higurashi (日暮 かごめ, Higurashi Kagome) és la protagonista femenina d'aquesta sèrie. És la reencarnació de la Kikyo, una sacerdotessa amb un gran poder espiritual,tot i que de caràcter a penes tenen coses comunes. Està enamorada de l'InuYasha, però com sap la seva relació amb la Kikyo, ha de fer cor fort i els deixa fer, ella és feliç al costat de l'InuYasha. Però no s'acaba aquí. L'Inuyasha també se l'estima molt però també s'estima a la Kikyo i quan es troba a la Kikyo quasi totes les vegades, deixa penjada a la Kagome però la Kagome no és l'única gelosa perquè té un munt de pretendents: en Koga, en Hojo del seu institut, en Hojo de l'època feudal l'avantpassat d'en Hojo de la seva època, a més de l'Inuyasha, evidentment.

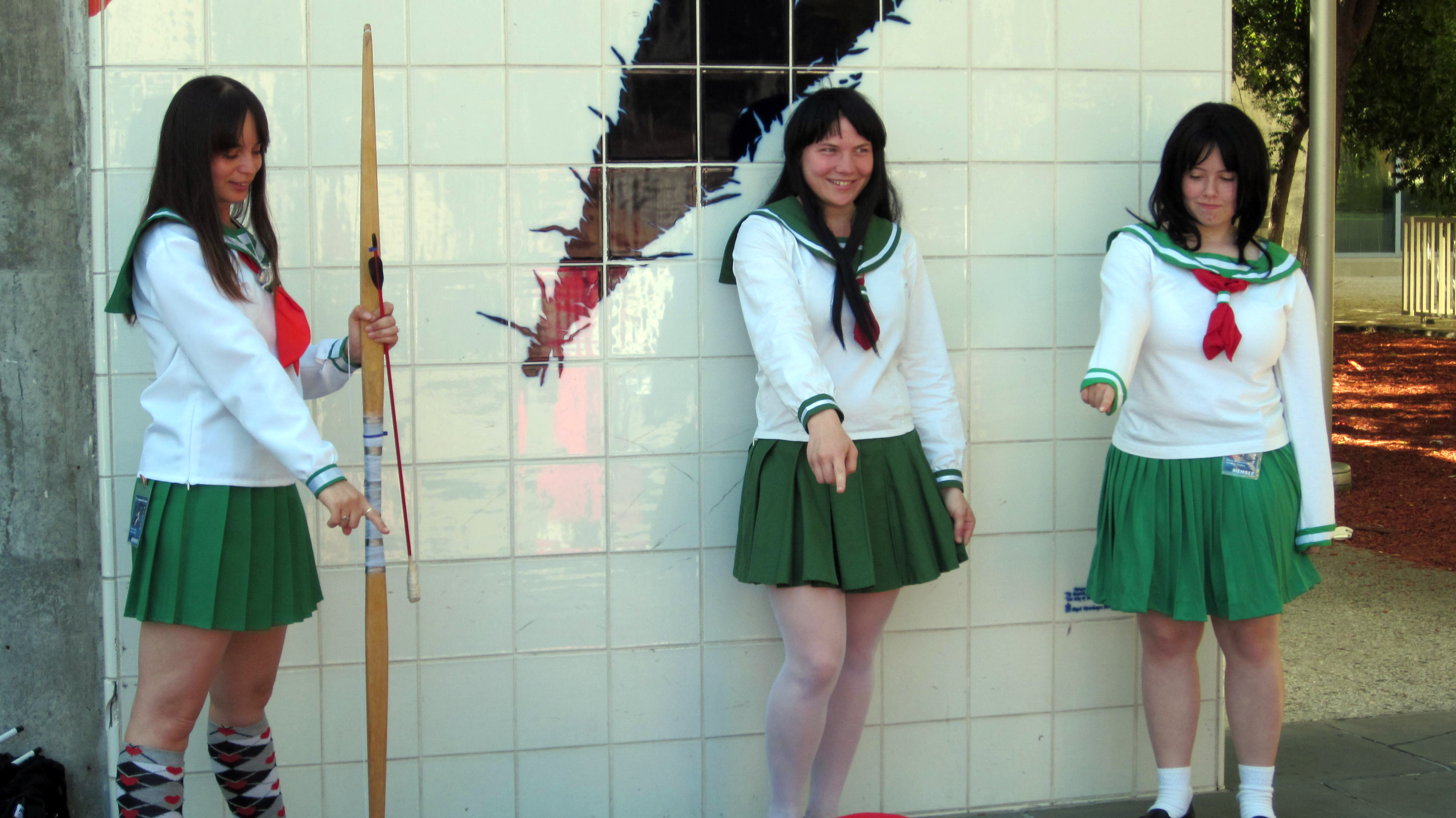
Tres noies disfressades de Kagome

Ella en realitat, volia tenir una vida normal. Trobar xicot, estudiar de valent i sortir amb les amigues. Però des que va caure en el pou segellat del temple de casa seva la vida li va donar un gir de 360 graus. Ara de viure entre els dimonis i els estudis, i tot és molt estressant.
La Kagome viu en un antic santuari de "Tòquio" amb un temple amb un pou que suposadament està segellat i el deu arbre aquest arbre és on la Kikyo va immobilitzar a l'Inuyasha, per això hi ha una cicatriu dels 50 anys on hi va estar empresonat.
La Kagome, és una noia estudiosa, sociable, amable, té valor i bastant geni. La seva millor amiga és la Sango de l'època sengoku, tot i que a la seva època té molt bona amistat amb les seves companyes de classe, l'Eri, l'Ayumi i la Yuka.
El pare de la Kagome és mort, però li queda família com el seu germà petit, en Sota, la seva mare que se'n desconeix el nom i el seu avi Nonno, que es passa tot el dia remuntant els anys enrere explicant llegendes, supersticions... Tot i això, se'ls estima molt.

### Miroku
Miroku és un monjo budista ambulant, que es guanya la vida exorcitzant fantasmes i esperits i, si no n'hi ha, entabana la gent a canvi de diners o allotjament. També és un porc i va darrere de totes les dones boniques que li surten al pas i els demana si volen tenir un fill seu, a més a més té les mans molt llargues.
En Miroku té un forat a la mà, el forat del vent, que xucla tot el que troba al seu pas. És producte d'una maledicció que el dimoni Naraku li va fer al seu avi. El forat passa de pares a fills i un dia el xuclarà a ell i morirà. La seva única esperança és matar en Naraku per trencar l'encanteri.
Durant la sèrie ell i la Sango s'enamoren, però com que ell és un bonze faldiller, els seus moments romàntics sempre acaben còmicament, la Sango acostuma a fotre-li una bufetada.

### Sango
Sango és la filla del cap d'un poble des d'on fa moltes generacions s'exterminen dimonis. Tot i que és molt jove, ja és força experta. La seva arma principal és un boomerang gegant, el Hiraikotsu.
Un dia, són convocats a un palau per matar un dimoni aranya, però allà el seu germà petit, en Kohaku, és posseït per un dimoni i mata el seu pare i els seus companys. Els soldats el maten i ella resulta greument ferida. Al mateix temps en Naraku envia una gran multitud de dimonis perquè destrueixin el poble dels exterminadors.
Llavors va al palau i informa que l'Inuyasha és el responsable de la matança. La Sango li va al darrere per venjar la seva gent, però després de lluitar contra ell, descobreix que en Naraku menteix i s'uneix al grup de l'Inuyasha per matar-lo.
En diverses ocasions, es trobarà amb el seu germà Kohaku, que es manté viu per un fragment de l'esfera dels Quatre Esperits i que està dominat per en Naraku i s'hi ha d'enfrontar, sense perdre l'esperança de recuperar-lo.

### Shippō
Shippō és un dimoni guineu. Uns dimonis del "llamo", Hiten i Manten van matar els seus pares i l'haurien mort a ell si la Kagome i l'Inuyasha no l'haguessin arribat a salvar. No és gaire poderós, ja que la màgia dels dimonis guineus es basa en la il·lusió i efectes visuals falsos.
Des de llavors, acompanya als nois a la recerca dels fragments de l'esfera, tot i que no és gaire útil, dona un punt còmic a la sèrie.

### Kirara
Kirara és la fidel companya de la Sango (una altra del grup de l'Inuyasha).
La petita Kirara és una gata dimoni, amb dues cues, però que es pot transformar en un excel·lent lleó volador i pot portar dues o tres persones al seu llom (només en canvia la mida).
En el final de la sèrie, derroten a en Naraku, i ella elegeix anar-se'n amb en Kohaku perquè sigui més fàcil el seu entrenament per a convertir-se en un autèntic exterminador de dimonis, mentre la Sango forma una família amb en Miroku.

## Antagonistes

### Naraku
Naraku és l'antagonista de la sèrie. Abans era un bandoler que es deia Onigumo, però va quedar greument ferit i la Kikyo el cuidava.
El seu odi es va fer tan fort que al final va atreure un grapat de dimonis i llavors se'l van menjar, però de la fusió entre el bandoler i aquells dimonis va néixer un nou dimoni molt poderós, en Naraku.
El primer que va fer quan va tenir el seu cos va adoptar l'aspecte de la Kikyo i va atacar l'Inuyasha i també va atacar la Kikyo sota l'aspecte de l'Inuyasha, per tal que es barallessin i augmentés el poder obscur de l'esfera.
És un individu cruel, despiadat i sense escrúpols, medita els seus plans a la perfecció i sempre té un as a la màniga.
Per aconseguir els seus objectius no li importa quin en surt perjudicat, cosa que sumat al fet que ha destrossat moltes vides, el converteixen en un individu menyspreable.
La majoria dels protagonistes de la sèrie estan afectats per les seves maldats: per culpa seva en Miroku té un forat a la mà que un dia el xuclarà, la Sango va perdre tota la seva família, la Kikyo va morir per culpa seva, l'Inuyasha va perdre la Kikyo per culpa seva.

## Altres personatges

### Sesshōmaru

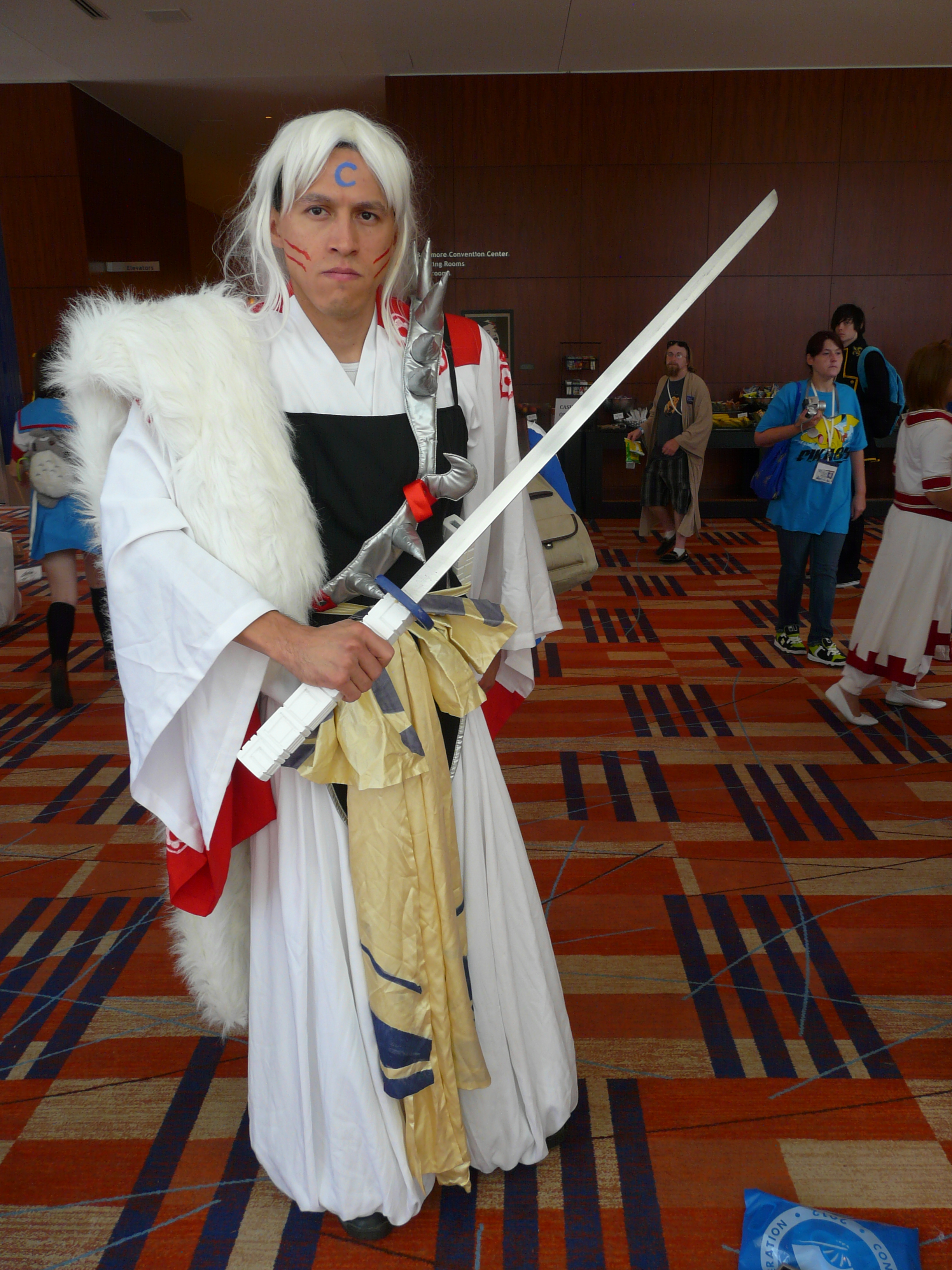
Home disfressat de Sesshōmaru

Sesshōmaru (殺生丸) és un dimoni total, ja que els seus pares eren tots dos dimonis.
És un personatge que es mostra fred, calculador i sense cap mena d'escrúpols. Odia els humans, odia els dèbils i per sobre de tot odia el seu germà, l'Inuyasha.
En la seva primera aparició va a buscar la tomba del seu pare, amagada en un espai ocult dins d'una perla negra, amagada a l'ull esquerre de l'Inuysha. A dins hi ha amagada la Tesaiga, l'espasa d'Ullal de Ferro, forjada amb un ullal del seu pare, i que té un gran poder, però que per ser un dimoni, ell no pot tocar.
Quan l'Inuyasha aconsegueix l'espasa, li talla un braç. Des de llavors s'implanta braços de dimonis que ha matat.
S'enfronta al seu germà en diverses ocasions, com que no li pot prendre l'espasa, decideix destruir-la i demanar-li a l'espaser Totosai, que va forjar la Tesaiga que li faci una espasa nova, però ell, que no es refia de les intencions d'en Sesshomaru i s'hi nega.
En una ocasió en Naraku el va intentar utilitzar per matar l'Inuyasha, i des de llavors també el busca per matar-lo.
En Sesshōmaru ja té una espasa, també feta amb un ullal del seu pare, la Tenseiga o espasa d'Ullal Revifador, que té el poder de tornar la vida als morts, però que no pot matar ningú. Amb aquesta espasa torna la vida a una nena anomenada Rin, que els llops d'en Koga maten. Des de llavors, aquella nena sempre viatjarà al seu costat, cosa que reduirà el seu menyspreu per la vida humana.
Es fa una espasa nova, el Déu del Dimoni Combatent, amb un poder demoníac molt gran, que des de llavors porta sempre a sobre.

### Jaken
Jaken és el cap del seu clan de dimonis, i quan en Sesshomaru li va salvar la vida, va decidir servir-lo com a criat. Ell li va donar un bastó amb dos caps que escup foc, per tal que es pogués defensar. És un ésser sense gaire poder, molt xerraire i té el seu senyor en molta estima, tot i que normalment d'ell només rep desdeny i indiferència. A pesar de tot en Jaken li és sempre fidel.

### Rin
Rin és una nena que va perdre els pares i els seus germans que van ser matats pel clan dels llops i que des de llavors no parla amb ningú.
Quan en Sesshomaru és ferit per la Tesaiga, es queda uns dies al bosc per recuperar-se i ella li porta menjar.
Quan els llops d'en Koga ataquen el poble, la maten, però en Sesshomaru utilitzant la seva espasa ullal revifador, commogut perquè és la primera humana que li mostra afecte, en Sesshomaru la ressuscita.
Des de llavors, ella el segueix a tot arreu i li importa poc que sigui un dimoni molt poderós.

### Kikyō

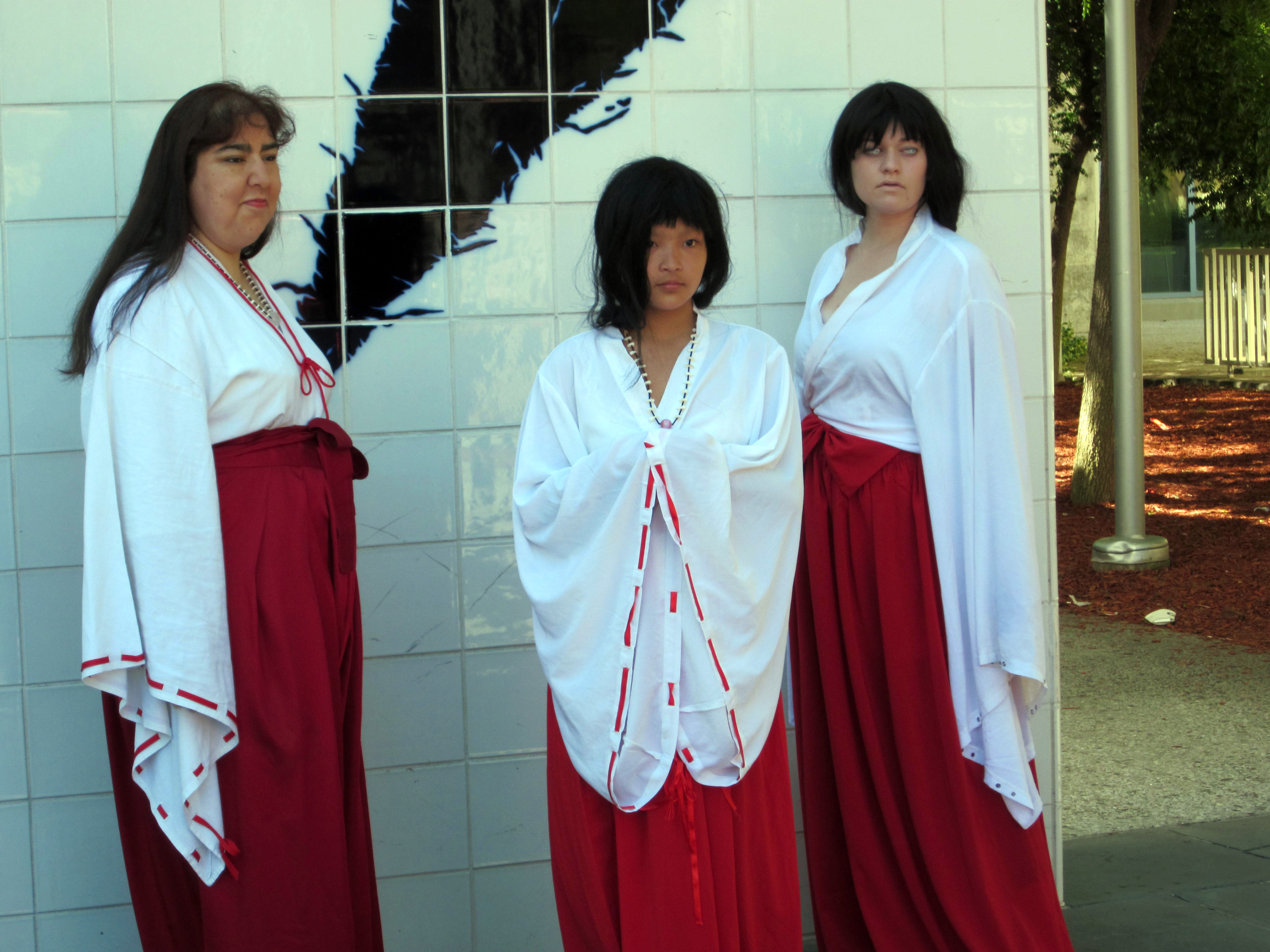
Dones disfressades de Kikyō

La Kikyō és un personatge de la sèrie d'anime Inuyasha de Rumiko Takahashi. Els habitants del poble d'exterminadors de dimonis li van confiar l'esfera dels Quatre Esperits, ja que era una gran sacerdotessa amb un gran poder espiritual i en purificava la maldat. La Kikyō es va enamorar del semidimoni Inuyasha, que volia robar-li l'esfera per utilitzar el seu poder per esdevenir un dimoni total. Al final, ella el va convèncer per utilitzar-ne el poder que el permetria de tornar-se del tot humà i viure amb ella.
L'Inuyasha va acceptar, però en Naraku va atacar la Kikyō i la va ferir de mort, disfressat d'Inuyasha, i també va atacar l'Inuyasha disfressat de Kikyō però a ell no el va ferir de mort. Tots dos van pensar que havien estat traïts. El semidimoni "inuyasha" va córrer cap al poble i va robar l'esfera dels quatre esperits, però amb les seves últimes forces, la Kikyō el va imobilitzar, clavant-li una fletxa d'empresonar que com que no era una fletxa sagrada li permetia que no se li desintegres el cos. Després, va morir. 50 anys més tard, la bruixa Urasue en va robar les seves cendres i li va fer un cos nou amb el seu forn demoniac.
Ella encara guarda part del ressentiment cap a l'Inuyasha, però també se l'estima. Això crea el triangle amorós que és gairebé fil conductor de la història, entre ella, la Kagome i l'Inuyasha.

### Koga
Koga és un dimoni-llop, líder d'una de les Tribu dels dimonis llopi per tant un Ookami youkai. Porta incrustats tres fragments de l'esfera dels quatre esperits, dos a les cames i un al braç dret però el del braç dret en la primera lluita q duu a terme amb l'inuyasha per lluita contra la kagura (el primer engendrament d'en naraku) el perd. Gràcies a això, posseeix una gran velocitat i una força considerable. És un personatge ambigu, car que no se'l pot situar al bàndol dolent, però tampoc al dels bons.
Té dos ajudant que l'acompanyen fidelment: Hakkaku i Ginta. Ells es preocupen molts per Koga i s'han mantingut junts al llarg de molt temps.
Al final de la sèrie anime inyasha s'acaba casant amb la neta d'una altra tribu de dimonis llops, que es diu {ayame}.

### Kohaku
En Kohaku és el germà petit de la Sango, i habitant d'un poble d'exterminadors de dimonis que va ser arrasat per en Naraku.
El dia que s'estrenava com a exterminador en un palau, un dimoni el va posseir i el va obligar a matar el seu pare i els seus companys i va ferir la seva germana. Al final va recuperar el coneixement, però els guàrdies el van matar amb fletxes.
Un cop mort, en Naraku li va enganxar un fragment de l'esfera dels Quatre Esperits a l'esquena i li va esborrar la memòria per tal que l'obeís i ataqués l'Inuyasha i els seus companys. En el seu primer atac va exterminar tots els habitants d'un poble.
Tot i que hi ha moments en què està més lliure de la influència d'en Naraku, quan està conscient desitja la mort pels actes que el van obligar a fer, cosa que no ajuda a la seva germana a intentar salvar-lo.

### Escamot dels set fantasmes
L'escamot dels set fantasmes són uns personatges del manga Inuyasha. En Naraku els va reviure per distreure l'Inuyasha i així poder tenir temps per crear el nadó i canviar de semidimoni a dimoni complet al Mont Hakurei.
Els set fantasmes són:
- Bankotsu - El més jove i fort de la tribu. Per les noies, és considerat atractiu. Fa servir una espasa enorme que es diu Drakdavand, en la qual afegeix el poder dels 4 esperits i la torna en una espasa poderosa amb atacs perillosos.[12]
- Renkotsu - Odia a en Bankotsu, el pren com si només fos un simple nen, i és el més repel·lent de tots. El foc és la seva arma. És el més intel·ligent de l'Escamot.[13]
- Jakotsu - És homosexual i li agrada l'Inuyasha, per això vol matar-lo ell personalment. Sembla bona persona, però li encanta matar i veure com pateix la gent. La seva arma és una espasa que es mou com una serp. Sembla ser l'únic lleial a en Bankotsu. En l'últim combat amb l'Inuyasha, aquest gairebé el mata però en l'últim moment és generós i el deixa viure. Aleshores, en Renkotsu, que va estar esperant que en Jakotsu estigués així, li treu el fragment de l'esfera dels 4 esperits i mor.[14]
- Suikotsu - Té doble personalitat. Una és la d'un metge justicier, pacífic i bona persona, al qual li fa por la sang, però l'altra és l'oposat. Anhela matar. La seva arma són unes urpes d'acer. Després que la Kikyo li clavi una fletxa al coll, es desperta la seva personalitat de metge i li demana a la Kikyo que el mati, ella dubta i finalment en Jakotsu li treu el fragment de l'esfera i mor.[15]
- Ginkotsu - És mig robot. Després d'una bona pallissa de l'Inuyasha, en Renkotsu el repara, fent-lo més fort, i li queda un aspecte semblant a un tanc. Les seves armes són canons, principalment. Té bastant afecte a en Renkotsu. A l'última lluita contra en Koga, del clan dels llops, s'autodestrueix com a últim recurs per eliminar-lo, i el seu tros de l'esfera dels 4 esperits cau en mans d'en Renkotsu.[16]
- Mukotsu - És un dels més vells de la colla. Fabrica verí, és la seva especialitat. Aquest, només és capaç d'afectar els humans, però s'infiltra per totes les parts del cos. Aquest mateix verí fa perillar molt als nostres protagonistes. És assassinat per en Sesshomaru.[17]
- Kyokotsu - El més dèbil i el primer a morir de l'escamot. Per lluitar fa servir la força bruta. Va ser assassinat per en Koga del clan dels llops.[18]